# Liste der Kantone im Département Vosges

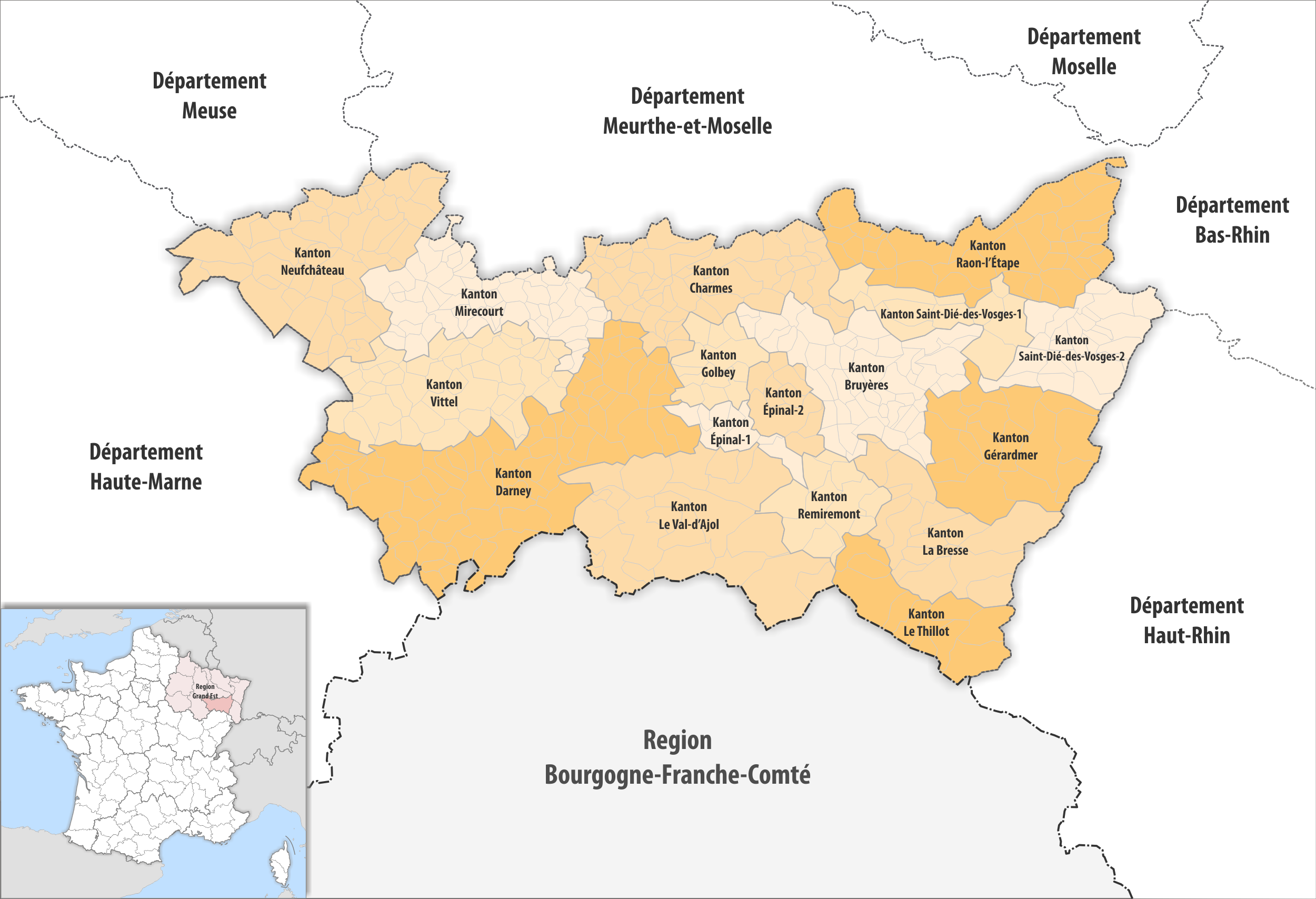
Gemeinden und Kantone im Département Vosges

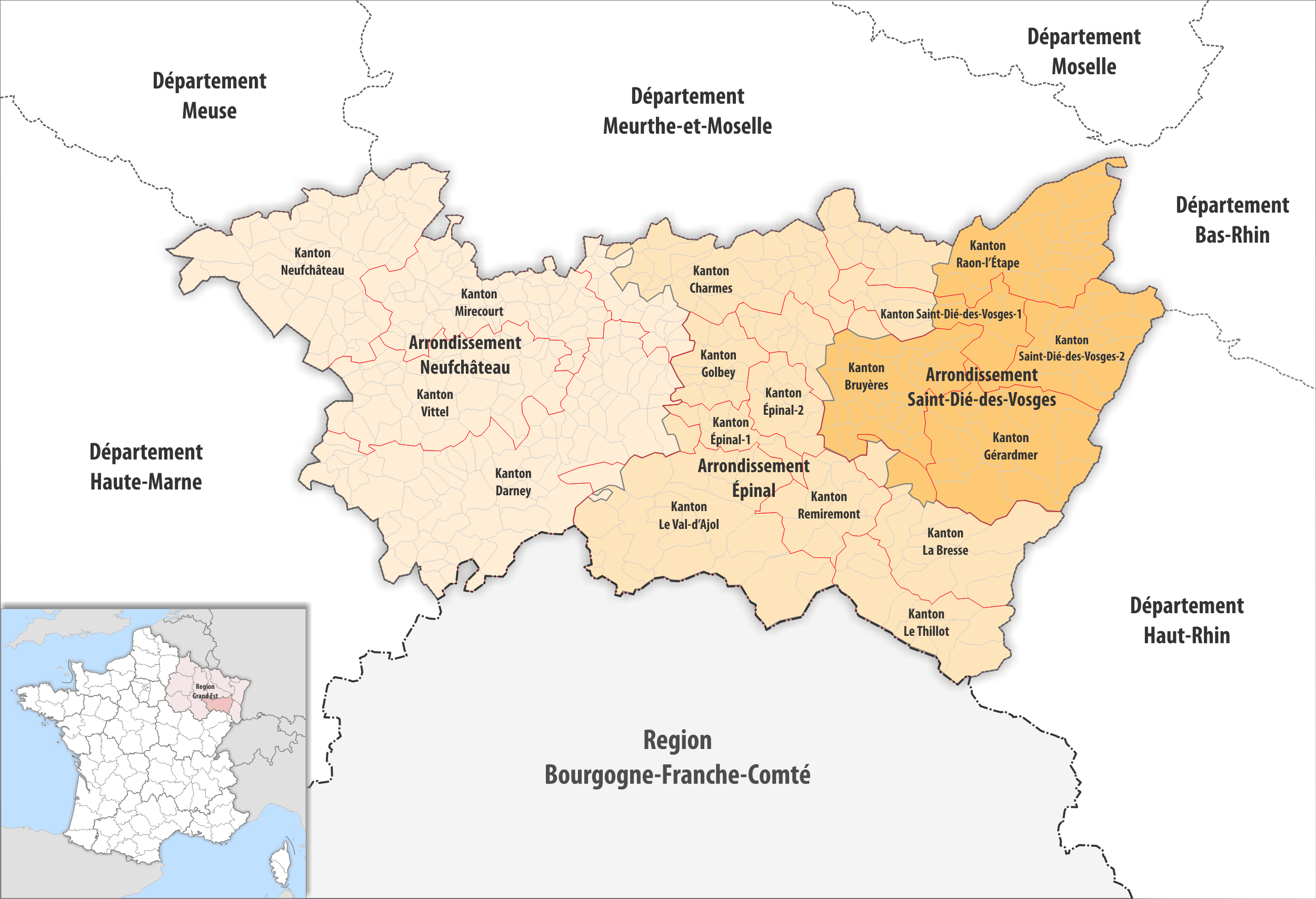
Gemeinden, Arrondissemente und Kantone im Département Vosges

Das Département Vosges liegt in der Region Grand Est (bis 2015 Lothringen) in Frankreich. Es untergliedert sich seit dem 22. März 2015 in drei Arrondissements mit 17 Kantonen (Wahlkreisen).
| Kanton                 | Gemeinden | Einwohner 1. Januar 2022 | Fläche km² | Dichte Einw./km² | Code INSEE | Arrondissement(e)            |
| ---------------------- | --------- | ------------------------ | ---------- | ---------------- | ---------- | ---------------------------- |
| La Bresse              | 15        | 21.928                   | 327,41     | 67               | 8801       | Épinal, Saint-Dié-des-Vosges |
| Bruyères               | 51        | 19.443                   | 399,27     | 49               | 8802       | Épinal, Saint-Dié-des-Vosges |
| Charmes                | 52        | 20.507                   | 421,81     | 49               | 8803       | Épinal, Neufchâteau          |
| Darney                 | 81        | 17.124                   | 854,44     | 20               | 8804       | Neufchâteau                  |
| Épinal-1               | 7 1⁄2     | 22.217                   | 76,69      | 290              | 8805       | Épinal                       |
| Épinal-2               | 8 1⁄2     | 25.428                   | 110,89     | 229              | 8806       | Épinal                       |
| Gérardmer              | 16        | 24.285                   | 378,88     | 64               | 8807       | Saint-Dié-des-Vosges         |
| Golbey                 | 12        | 25.276                   | 120,57     | 210              | 8808       | Épinal                       |
| Mirecourt              | 56        | 16.627                   | 349,61     | 48               | 8809       | Neufchâteau                  |
| Neufchâteau            | 46        | 17.136                   | 549,58     | 31               | 8810       | Neufchâteau                  |
| Raon-l’Étape           | 40        | 22.984                   | 455,20     | 50               | 8811       | Épinal, Saint-Dié-des-Vosges |
| Remiremont             | 9         | 24.798                   | 165,44     | 150              | 8812       | Épinal                       |
| Saint-Dié-des-Vosges-1 | 10 1⁄2    | 23.912                   | 186,80     | 128              | 8813       | Épinal, Saint-Dié-des-Vosges |
| Saint-Dié-des-Vosges-2 | 25 1⁄2    | 22.974                   | 248,33     | 93               | 8814       | Saint-Dié-des-Vosges         |
| Le Thillot             | 10        | 17.266                   | 229,13     | 75               | 8815       | Épinal                       |
| Le Val-d’Ajol          | 21        | 19.704                   | 573,70     | 34               | 8816       | Épinal, Neufchâteau          |
| Vittel                 | 45        | 17.091                   | 422,50     | 40               | 8817       | Neufchâteau                  |
| Département Vosges     | 506       | 358.700                  | 5.870,25   | 61               | 88         | –                            |

## Liste ehemaliger Kantone
Bis zum Neuzuschnitt der französischen Kantone im März 2015 war das Département Vosges wie folgt in 31 Kantone unterteilt:
| Arrondissement       | Kantone |
| -------------------- | --- |
| Épinal               | Bains-les-Bains, Bruyères, Charmes, Châtel-sur-Moselle, Dompaire, Épinal-Est, Épinal-Ouest, La Bresse, Le Thillot, Plombières-les-Bains, Rambervillers, Remiremont, Xertigny |
| Neufchâteau          | Bulgnéville, Châtenois, Coussey, Darney, Lamarche, Mirecourt, Monthureux-sur-Saône, Neufchâteau, Vittel                                                                      |
| Saint-Dié-des-Vosges | Brouvelieures, Corcieux, Fraize, Gérardmer, Provenchères-sur-Fave, Raon-l’Étape, Saint-Dié-des-Vosges-Est, Saint-Dié-des-Vosges-Ouest, Senones                               |